# Arvid Arbman
Arvid Natanael Arbman, född den 2 april 1882 i Döderhults församling, Kalmar län, död den 14 oktober 1944 i Lycksele, var en svensk jurist. 
Arbman avlade mogenhetsexamen i Gävle 1902 och hovrättsexamen 1908. Efter tingstjänstgöring blev han vice häradshövding 1918. Arbman utnämndes till häradshövding i Västerbottens västra domsaga 1928. Han blev riddare av Nordstjärneorden 1935. Arbman vilar i sin familjegrav på Döderhults kyrkogård.